# Лопес, Хуан Мануэль
Хуан Мануэль Лопес (исп. Juan Manuel Lopez; 30 июня 1983, Рио-Пиедрас, Пуэрто-Рико) — пуэрто-риканский боксёр-профессионал, выступающий во 2-й легчайшей весовой категории. Чемпион мира во 2-й средней (версия WBO, 2008—2011) весовой категории.

## Любительская карьера
Лопес начал заниматься боксом, когда ему было десять лет. Он выиграл Пуэрто-Риканский национальный чемпионат 5 раз подряд в период 2000—2004 годов. Лопес представлял Пуэрто-Рико на международном уровне, выступая в весовой категории до 54 кг.) В 2001 на Панамериканском чемпионате занял второе место. В 2003 году выступил на Панамериканских играх, организованные в Санто-Доминго. Принял участие в летних Олимпийских играх 2004, состоявшейся в Афинах. Любительский рекорд Лопеса составил 126 побед и 24 поражения.

## Профессиональная карьера
Дебютировал Хуан Мануэль Лопес в январе 2005 года.
В июне 2008 года Лопес вышел на ринг против чемпиона мира во 2-м наилегчайшем весе по версии WBO мексиканца Даниэля Понсе Де Леона. В середине 1-го раунда Лопес провёл встречный хук в челюсть и мексиканец, зашатавшись, упал на пол. Он поднялся на счёт 5. Лопес бросился его добивать. Чемпион попытался уйти в защиту, но долго простоять на смог. Лопес загнал его в угол и провёл серию точных хук в челюсть. Понсе де Леон рухнул на канвас. Он еле встал, но тут же упал на канаты. Рефери прекратил счёт и остановил бой.
В октябре 2008 года Лопес встретился с мексиканцем Сесаром Фигуэроа. Оба боксёра начали осторожно бой, держась на дистанции. В начале 1-го раунда Лопес пробил левый кросс в голову, и сразу же левый хук в челюсть. Мексиканец рухнул на пол. Затем он сел на колени, но так и не смог подняться на счёт 10. Рефери зафиксировал нокаут. За весь бой оба боксёра на двоих провели всего два точных удара, которые и привели к нокауту.
В сентябре 2008 года состоялся бой между Хуном Мануэлем Лопесом и аргентинцем Сержио Мануэлем Мединой. В начале 1-го раунда Лопес прижал противника к канатам и выбросил серию ударов по корпусу. Медина постоял немного в глухой обороне, после чего опустился на пол. Он поднялся на счёт 6. Лопес сразу же прижал противника к углу и провёл серию хуков в голову. Медина вновь опустился на пол. Он поднялся на счёт 3. Лопес вновь принялся его добивать. Аргентинец прижался в канатам и изредка отвечал. В середине 1-го раунда пуэрториканец вновь провёл серию ударов в корпус. Претендент вновь опустился на пол. Рефери прекратил бой, не открывая счёт. Медина решение не оспаривал. Комментаторы HBO назвали победу лёгкой. Поединок проходил в рамках шоу, организованного телеканалом HBO, главным событием которого был бой Мэнни Пакьяо — Оскар Де Ла Хойя.
В конце 2009 года поднялся в полулёгкий вес.
23 января 2010 года выиграл титул чемпиона мира по версии WBO в полулёгком весе в бою со Стивеном Луэвано.
В 2011 году проиграл титул мексиканцу, Орландо Салидо.
В 2012 году пробовал вернуть титул в реванше против Салидо, но также проиграл.
А в 2013 году в чемпионском бою все той же весовой категории и организации проиграл вакантный пояс Майки Гарсии.
15 марта 2014 года снова победил нокаутом Даниэля Понсе де Леона.

## Семья
Был женат на Барбаре де Хесус. У пары есть двое детей: сын Хуан и дочь Белиса. Хуан Мануэль Лопес-младший — чемпион Пуэрто-Рико по боксу среди любителей (2023).